# Yangmei
Yangmei (chiń. trad. 楊梅; pinyin Yángméi; pe̍h-ōe-jī Iûⁿ-mûi) – dzielnica miasta Taoyuan na Tajwanie. W 2014 roku liczyła 157 200 mieszkańców.
W przeszłości samodzielne miasto. 25 grudnia 2014 roku, wraz z przekształceniem powiatu Taoyuan w miasto wydzielone, pozbawione statusu miasta i ustanowione dzielnicą nowo utworzonego miasta wydzielonego.